# Monika Rzeczycka
Monika Ludmiła Rzeczycka – polska literaturoznawczyni, dr hab. nauk humanistycznych, profesor nadzwyczajny Instytutu Rusycystyki i Studiów Wschodnich Wydziału Filologicznego Uniwersytetu Gdańskiego.

## Życiorys
19 października 2000 obroniła pracę doktorską Fenomen Sofii - wiecznej kobiecości w prozie powieściowej rosyjskich symbolistów, 14 kwietnia 2011 habilitowała się na podstawie pracy zatytułowanej Wtajemniczenie. Ezoteryczna proza rosyjska końca XIX - początku XX wieku. Otrzymała nominację profesorską. Została zatrudniona na stanowisku adiunkta i dyrektora w Instytucie Filologii Wschodniosłowiańskiej na Wydziale Filologicznym i Historycznym Uniwersytetu Gdańskiego.
Piastuje funkcję profesora nadzwyczajnego w Instytucie Rusycystyki i Studiów Wschodnich na Wydziale Filologicznym Uniwersytetu Gdańskiego.

## Filmografia
Jakob Böhme – życie i twórczość, film dokumentalny w reżyserii Łukasza Chwałko. Premiera odbyła się 4 czerwca 2016 w Zgorzelcu.